# Leptotarsus calliope
Leptotarsus calliope är en tvåvingeart som först beskrevs av Alexander 1945.  Leptotarsus calliope ingår i släktet Leptotarsus och familjen storharkrankar. Inga underarter finns listade i Catalogue of Life.